# Lapin Kansa
Lapin Kansa är en finskspråkig dagstidning som ges ut i Rovaniemi i Finland. Tidningen utkommer 7 dagar i veckan med en upplaga som uppgick år 2010 till 32 691 exemplar. Tidningen ägs av mediekoncernen Alma Media Oyj och dess nyhetsområde täcker hela finländska landskapet Lappland. 

## Historia
Tidningen grundades 1928 som språkrör för dåvarande Agrarförbundet i Finland och det var den fram till 1958 då den blev en politiskt oberoende tidning. Lapin Kansa valde 2011 att övergå till tabloidformat.

## Chefredaktör
Antti Kokkonen tillträdde tjänsten som chefredaktör den 1 januari 2009. Tjänsten innehades tidigare av Heikki Tuomi-Nikula. 